# توسا، کوچی
توسا در استان کوچی در کشور ژاپن  واقع شده‌است  که دارای جمعیت ۲۹٬۷۲۶ نفر و مساحت ۹۱٫۵۹ کیلومتر مربع با تراکم جمعیت ۳۲۵  نفر در کیلومترمربع است و در تاریخ ۱ ژانویه ۱۹۵۹ به عنوان شهر شناخته شد.